# Chiesa della Medaglia Miracolosa
La chiesa della Medaglia Miracolosa è un edificio religioso situato a Grosseto.
La sua ubicazione è fuori della mura cittadine, a nord di Porta Nuova, con la facciata che guarda su via Roma. Si tratta della prima chiesa in Italia dedicata alla Medaglia miracolosa, culto mariano di origine francese.

## Storia
La chiesa dedicata alla Medaglia miracolosa fu voluta nel 1933 dalle Figlie della carità, presenti a Grosseto sin dal 1877 e tenutarie dell'orfanotrofio femminile San Lorenzo, in occasione delle celebrazioni per la beatificazione di Caterina Labouré.
La chiesa fu costruita tra il 1936 e il 1937, su progetto dell'ingegnere Ernesto Ganelli, divenendo il luogo di culto di riferimento per gli abitanti del corrispondente sobborgo cittadino che andava sviluppandosi proprio in quel periodo fuori Porta Nuova.
Alla fine degli anni cinquanta, con la costruzione della basilica del Sacro Cuore di Gesù in via della Pace, la chiesa della Medaglia Miracolosa fu subordinata a quella parrocchia.

## Descrizione

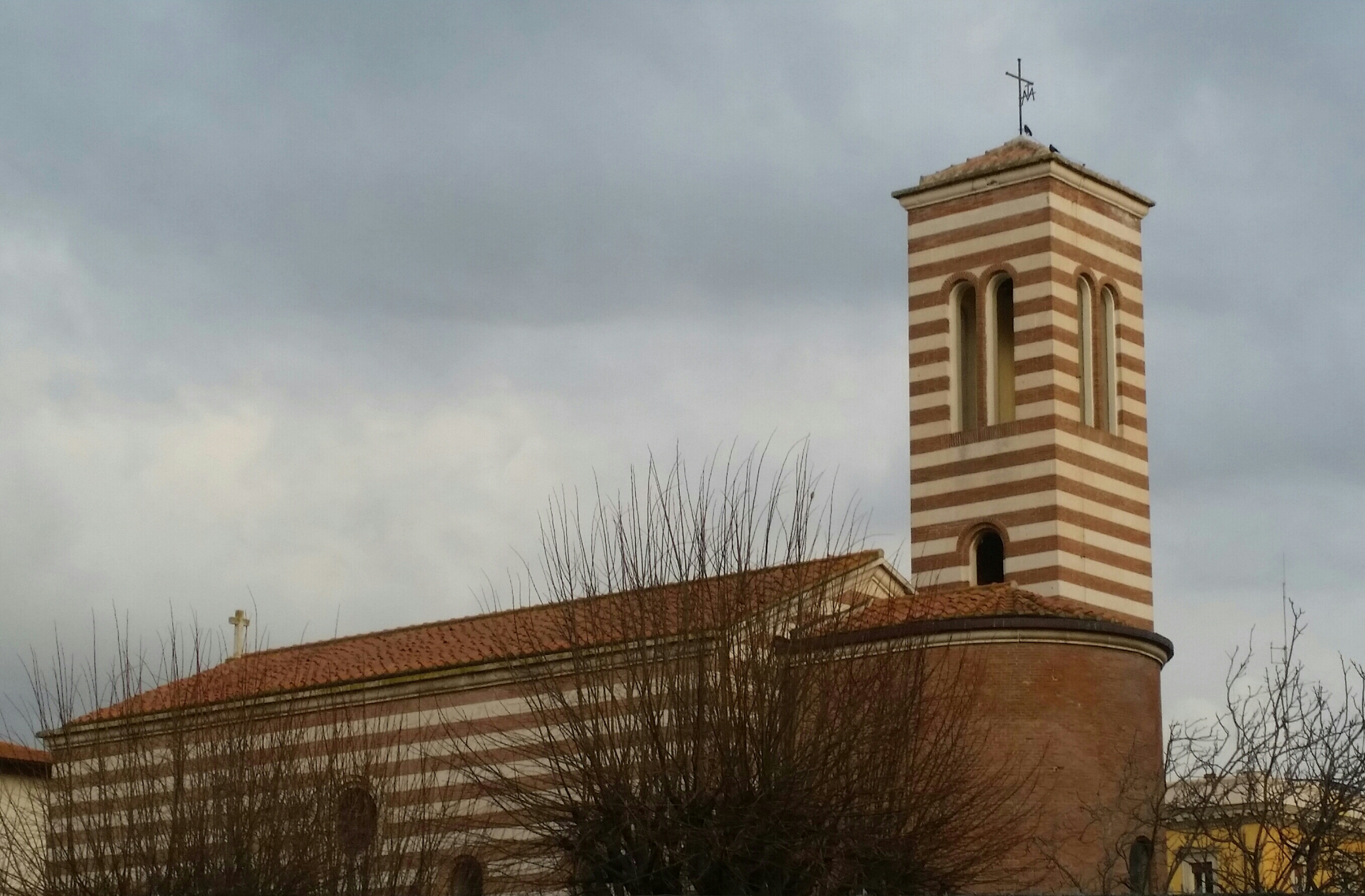
Veduta del retro e del lato sinistro

La chiesa della Medaglia Miracolosa si presenta ad aula unica in stile neoromanico, con abside semicircolare e campanile che si eleva sulla parte posteriore sinistra: la torre campanaria presenta nella parte sommitale quattro bifore, che si aprono una per lato all'altezza della cella campanaria. La campana fu donata nel 1937 dalla contessa Ciaia Toncelli, come indicato da una lapide alla base del campanile.
Le strutture murarie, sia della chiesa che del campanile, si caratterizzano per un particolare effetto bicromatico conferito da una regolare alternanza di travertino e mattoni, disposti in successioni che interessano senza soluzione di continuità l'intero impianto murario esterno.
La facciata a capanna si caratterizza per il portale d'ingresso architravato, preceduto da tre gradini e sormontato da una lunetta, chiusa alla sommità da un arco a tutto sesto, al cui interno è scolpita una scultura raffigurante Beata Caterina in conversazione con la Vergine Maria dello scultore Tolomeo Faccendi. Nella parte superiore della facciata si apre al centro un piccolo rosone di forma circolare. Ciascuna delle due pareti laterali si caratterizza per la presenza di quattro monofore a tutto sesto, intervallate nella parte centrale da un rosone circolare che si apre nella parte superiore, alla stessa altezza di quello della facciata.
L'interno è a navata unica, con pareti intonacate. Sul pavimento a mosaico è raffigurato un simbolo, con due cuori e una "M" sormontata da una croce, che reca la data 27 novembre 1830, in memoria dell'antico cimitero ximeniano che sorgeva nelle immediate vicinanze, nel punto in cui si trova il palazzo degli uffici finanziari.